# 矢印式信号機

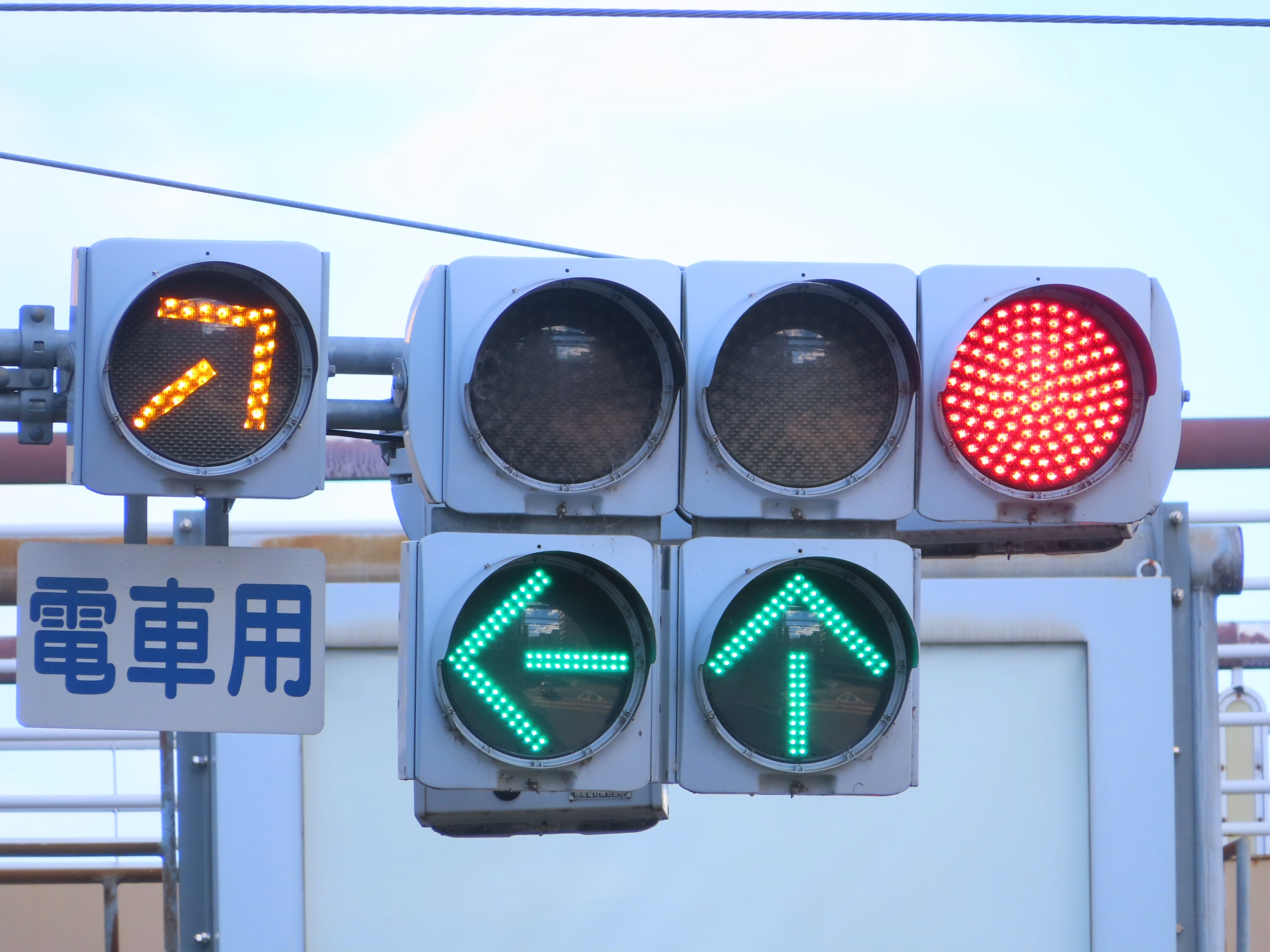
矢印式信号機。青矢印は車両用、黄矢印は路面電車用である。

矢印式信号機（やじるししきしんごうき）とは道路に設置される信号機の一種であり、規定された色で矢印が表示されるものをいう。

## 日本の事例
日本には、青色の矢印灯火（以下単に「青矢灯」、「青矢」と略す）・黄色の矢印灯火の2種類が存在する。
これらは、道路交通法施行令の中でそれぞれ「青色の灯火の矢印」「黄色の灯火の矢印」として規定されている。これらのうち「黄色の灯火の矢印」は路面電車に対してのみ意味をもつものであり、路面電車が運行中の道路で、併用軌道（道路内）の運行専用に黄色の矢印灯を設ける例がみられる。「青色の灯火の矢印」は車両に対して意味をもつ。
「青色の灯火の矢印」の意味は、「車両は、黄色の灯火又は赤色の灯火の信号にかかわらず、矢印の方向に進行することができること。（後略）」である。
日本の矢印式信号機は特に右折する車両の多い交差点に設置されることが多い。交通量が多い場合、通常の青信号では、右折する車両が対向車が途切れるのを待ち続けることになり、右折車両の渋滞ができてしまうことがある。右折専用の矢印信号を設置すれば、対向車に遮られずに右折車両のみが通行できる時間ができ、右折車両の渋滞が解消される。このような理由から、矢印信号は大半が右折専用に設置されているが、一部の交差点では左折や直進専用のものもある。
かつては青矢灯が点灯し、一定時間がたつと直ちに消灯し赤信号となっていたため追突事故を誘発していた。2000年代からは事故防止のために矢印の消灯時に再度黄色を表示するものが用いられているが、矢印消灯後直ちに赤信号というパターンは2024年現在でも残っている。
また、一部の交差点では青の代わりに直進と左折の矢印を点灯（このときは右折はできない）、その後右青矢を出す方式をとり、青信号が点灯しない場合や、信号機の青の部分に青矢、または直進・左折の矢印だけと連動する赤がある信号もある。交差点の形状によっては左折・直進・右折がすべて別々のタイミングで点灯するものや、直進・右折同時点灯の後に左折などのパターンも存在する。青の代わりに直進・左折の矢印の点灯と右折の矢印の点灯を繰り返す信号機のことを右折分離信号、右直分離信号、セパレート信号などという。
一部の交差点では、時差式信号機の青の代わりに矢印を用いるところもある。時差式の一例としては、時差式の先発側が青の代わりに左・直進・右などの全方向への矢印を出し、後発側の青になるタイミングにあわせて先発側も矢印から青に変更するといったものもある。
右折の矢印は、信号が青または左折・直進の矢印から黄色に変わったときから出すものもあるが、赤になってから表示されるものもある。

### 動作事例
- 簡略化のため、シンプルな十字路の場合で記す。
- 右折分離信号では←↑の時に同時に赤（または青信号の箇所にある赤信号）が点灯するものがある。
- 上記にもあるように、以前は例1のタイプの表示が主流だったが、交通事故などの問題のため、2000年代からは例2や例3のタイプが使われている。
- 右折分離式信号機は例4のタイプのように左折・直進と右折の矢印を完全に分けていて、この場合は青信号の灯火は使われない。場合によっては、青の灯火位置に矢印（直進が多い）を設けたり、または左折・直進の矢印とだけ同時に点灯する赤を設けている。

| 方式 | サイクル | アニメーション |
| ---- | -------- | -------------- |
| 例1  | 青       |                |
| 例1  | 黄       |                |
| 例1  | 赤と→    |                |
| 例1  | 赤       |                |
| 例2  | 青       |                |
| 例2  | 黄       |                |
| 例2  | 赤と→    |                |
| 例2  | 黄       |                |
| 例2  | 赤       |                |
| 例3  | 青       |                |
| 例3  | 黄と→    |                |
| 例3  | 赤と→    |                |
| 例3  | 黄       |                |
| 例3  | 赤       |                |
| 例4  | 赤と←↑   |                |
| 例4  | 黄       |                |
| 例4  | 赤と→    |                |
| 例4  | 黄       |                |
| 例4  | 赤       |                |

時差式の先発側が青の代わりに全方向への矢印を出すもの
| 先発側 | 後発側 |
| ------ | ------ |
| 赤     | 赤     |
| ←↑→    | 赤     |
| 青     | 青     |

時差式のため一旦右折矢印の前に一旦赤となり、対向車がさきに右折しはじめるもの
| 先発側 | 後発側              |
| ------ | ------------------- |
| ←↑     | 青（または「←↑」）  |
| 黄     | 青（または「←↑」）  |
| 赤     | 青（または「←↑→」） |
| 赤     | 黄→                 |
| 赤→    | 赤→                 |
| 黄     | 黄                  |
| 赤     | 赤                  |

### 注意点

#### 矢印信号全般
- 左折または右折の青矢信号によって右左折する場合であっても、右左折の先で交差する横断歩道の歩行者用信号が青の場合がある。その場合、歩行者優先である。
- 左折または直進の青矢信号によって左折または直進する場合であっても、対向車が信号に基づき左折、直進または右折する場合がある。ただし、この場合も右折車両に対し直進車両または左折車両が優先するのは変わらない。
- なお、右折の青矢信号により右折する場合は、対向車が信号に基づき直進する事は、運用上は基本的にない。
- 以上のことから、矢印信号全般について、その方向に進む場合において、他の交差する交通に対し優先である事を示すものではない。
- また運用上、対面信号が青信号またはいずれかの青矢信号である場合においても、交差道路から交錯しない方向への青矢信号などが出る場合がある。例として、対面信号が右折の青矢である場合に、右側交差道路から左折の青矢が出る場合がある。この場合で狭い交差点だと、対面側からショートカット右折したり、または右側交差道路から大型車両が左折してくると正面衝突の危険がある。

#### 右折の青矢信号

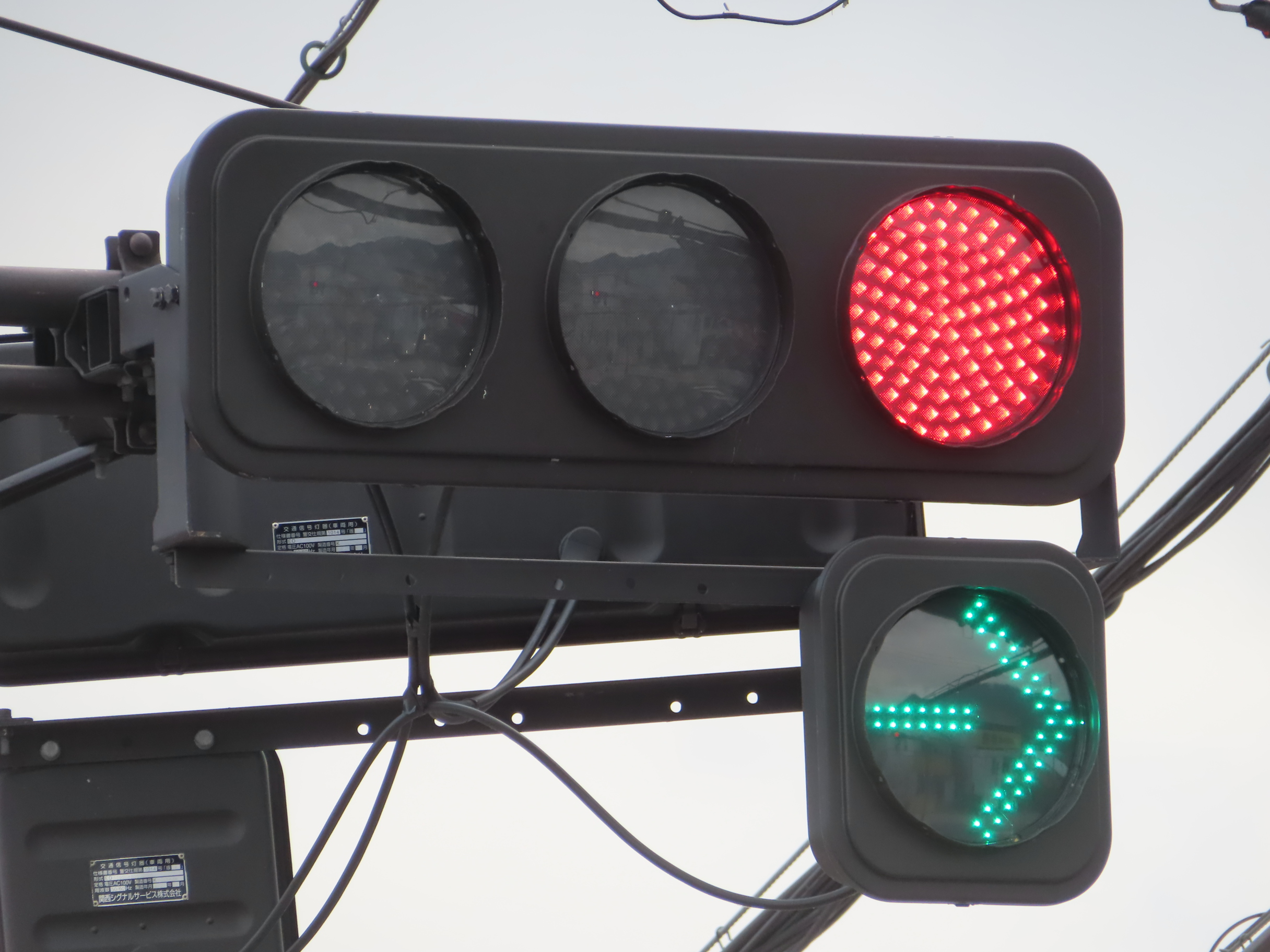
右折の青矢信号

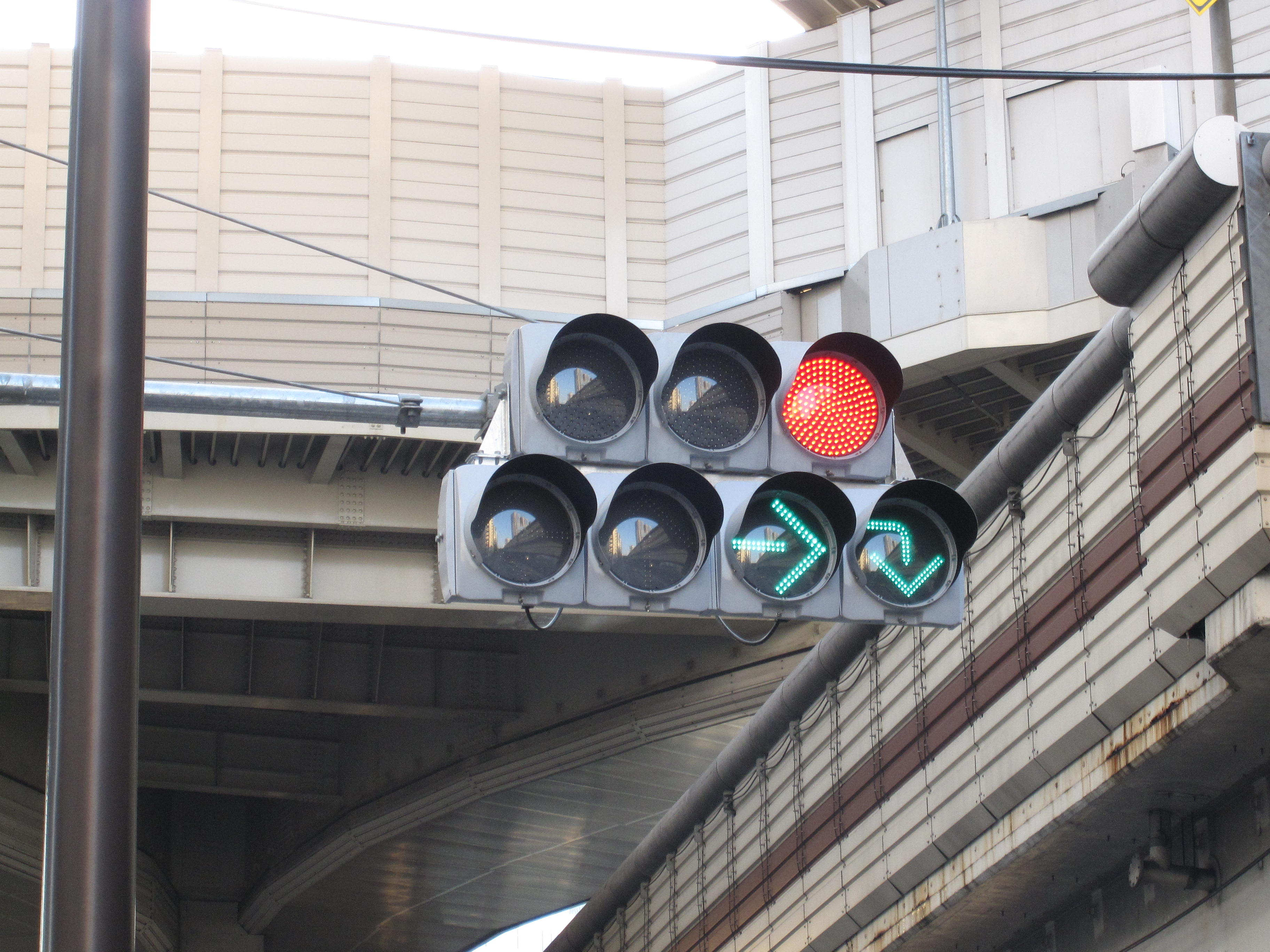
転回専用の矢印青信号の付いた信号機

- 青色の真右「→」の矢印の信号が表示されている場合には、その方向に右折できる[注 3]ことに加え、転回禁止の交差点を除き転回（Uターン）できる[注 3][1][2][注 4]。なお、転回する場合には施行規則別表第一のニにより、真右の青矢印「→」でなくてはならず、斜め右前方の青矢印によって転回はできない[注 5][3]。
- 以前の右折分離信号は「『赤＋←↑』から『黄』標示の次は直ちに『赤＋→』へ変わる方式」だったが、2013年末以降は「『赤＋←↑』から『黄』のあと一旦全方向を『赤』にし、それから約1秒後に『赤＋→』へ変わる方式」の導入が進んでいる。なお、岐阜県、愛知県では2000年代前半頃から一度赤を挟んでから右折矢印が点灯する方式が導入されている。[注 6]
- 左折専用車線のある交差点の場合、（横断する歩行者・自転車巻き込み防止の観点から）「赤＋←」標示が出た後は「黄」を経て一旦全方向「赤」となり、それから約1秒後に「赤＋←↑」へ変わる方式が導入されている（横断歩道が「青」時は「赤＋↑」、横断歩道が赤になると「赤＋←↑」・「黄」を経て「赤＋→」に変わる歩車分離式の交差点もある）。なお、この場合は左折矢印の直後に黄信号にはならず、直ちに青信号に変わる。岐阜県では事故防止の為、左折先に横断歩道や自転車横断帯が存在する場合、交差側が右折矢印の時に左折矢印が点灯しない交差点が大半である。（この場合、「赤＋←」の後そのまま「青」に変わる場合が多い）

- 右折分離信号機の標示順は必ずしも直進・左折車先行（「赤＋←↑」又は「赤＋←」が先に出る）とは限らず、「赤＋→」標示にして右折車を先行させ（その後「赤＋←↑」標示に切り替え）る交差点もある。

#### 二段階右折の場合
二段階右折すべき車両とは、多通行帯道路等通行原動機付自転車および自転車を含む軽車両のこと。
| 現示                    | 意味 |
| ----------------------- | --- |
| 赤                      | 信号に対面する停止位置で停止。 |
| 赤＋→                   | 信号に対面する停止位置で停止（右折しようとして右折する地点まで直進はできず、また、その右折方向へ進むことはできない）。                                             |
| 赤＋↑→                  | 直進し、または右折しようとして右折する地点まで直進することができる。また、左折しようとする場合は信号に対面する停止位置で停止（その右折方向へ進むことはできない）。 |
| 赤＋←↑→ 赤＋←↑ または青 | 左折または直進し、または右折しようとして右折する地点まで直進することはできる（その右折方向へ進むことはできない）。                                                 |
| 赤＋←                   | 左折できる。直進または右折しようとする場合は信号に対面する停止位置で停止（その右折方向へ進むことはできない）。                                                     |

#### 「青青信号」の問題
- 前述のとおり、矢印信号が出ているからと言って、その方向に進むと交錯する他の交通が赤信号とは限らない。ただし、右折可能な右矢印信号で対向車線の直進を許可する信号が出ることは日本国内では運用上ない。それ以外の対向する右折・左折との交錯があったり、右左折した方向と交錯する横断歩道等の歩行者用信号が青の場合がある。
- 交差点において相互に交差する2方向からの交通について青信号と左折可矢印などの信号が同時に表示される状態は「青青信号」と呼ばれている[4]。都道府県によって矢印信号の運用は異なる。例として、東京都品川区の上大崎交差点では歩行者用信号が青のまま左折矢印が表示される。
- 2013年7月に神戸市東灘区のK字形交差点で起きた衝突事故では青信号と左折可矢印が同時に出ていた状態で発生し、安全確認を怠ったとしてトラック運転手が起訴されたが、2015年6月に神戸地裁は「信号周期の設定に不備がある」として無罪を言い渡し、兵庫県警は2016年1月までに兵庫県内5か所の左折可矢印の信号を撤去して青青信号をすべて解消した[4]。

### 特殊な事例

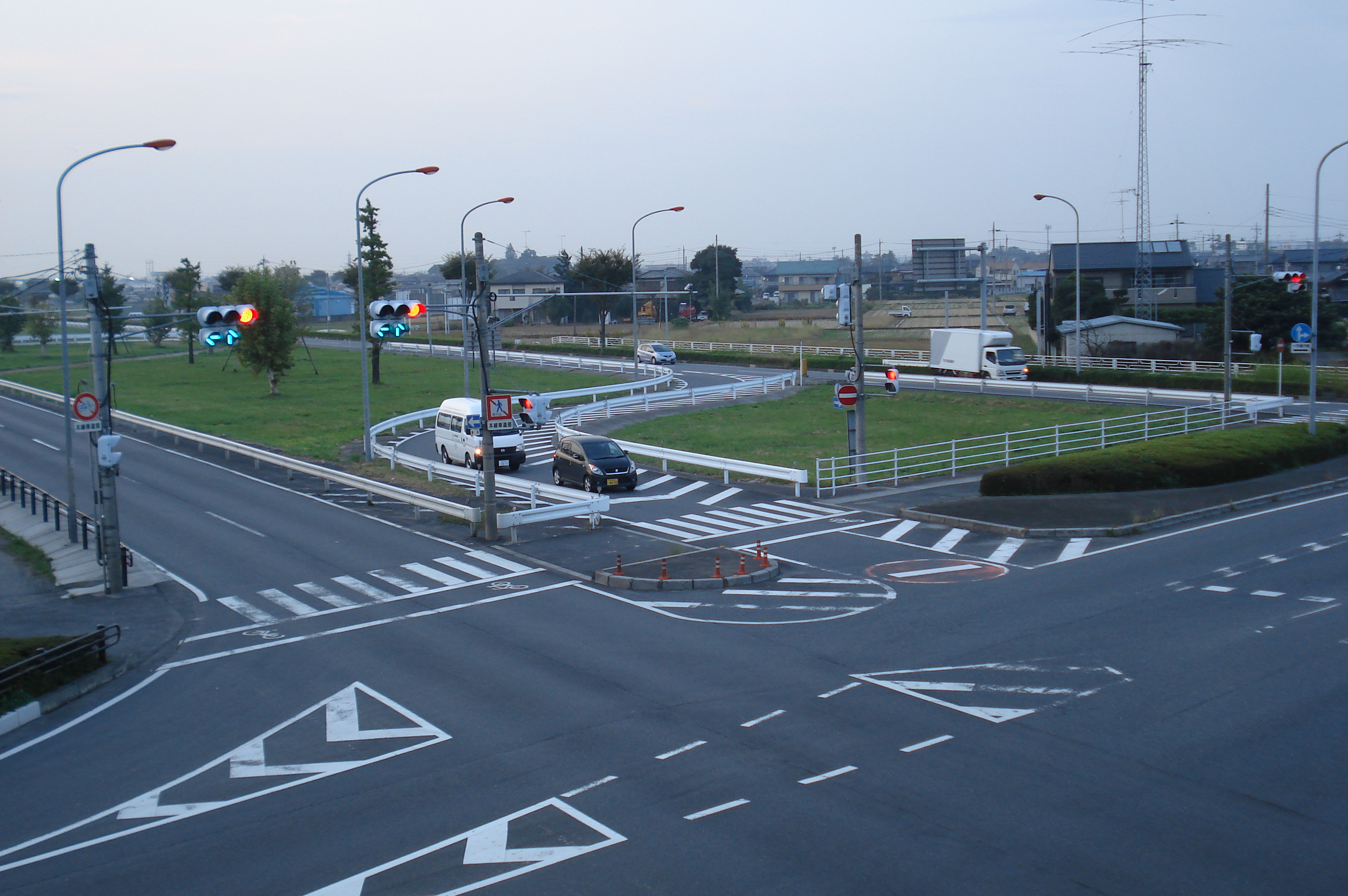
熊谷バイパス（熊谷方面。行田市下忍）: 20m離れた、反対車線の左折直進レーンと右折レーンの間隔および『赤＋←↑』の矢印式信号機

- 青森県の青森中央大橋が有料だった時代、南側に接する交差点には青の燈火が直進の矢印を兼ねる信号機があった。
- 神戸市内には何箇所か、交差点の右端に設置されている信号のみに矢印が設置されている交差点（三宮交差点など）があった。今は交差点の左端・右端ともに矢印が設置されている。
- 岡山市には、路面電車と交錯する絡みで、矢印式の自転車用信号機が設置されている[注 7]。
- 瀬戸中央自動車道では児島IC下り線と与島PA上下線の手前に左折矢印付きの信号機が設置されており、強風のため通行止めとなった際には左折矢印を点灯させて強制流出させる。
- 埼玉県の熊谷バイパスの多くの交差点では、直進・左折レーンと右折レーンが20メートル程の距離で分離されており、直進・左折レーンの信号機は、通常信号機＋左折と直進の矢印信号機で、青信号になることはない（「赤と←↑ ⇒ 黄 ⇒ 赤」）。右折レーンの信号機は通常信号機＋右折矢印信号機で「赤と→ ⇒ 黄 ⇒ 赤」のパターンで青信号になることはない。
- 宮城県仙台市にある仙台バイパス六丁目交差点では20車線が斜めに交差するという条件から事故が多発したため、通常の青信号を廃し直進も矢印で指示している[5]。
- 茨城県つくば市の学園西交差点などのつくば市中心部の交差点では、矢印が青信号を兼ねる信号機がある。

## 海外の事例
日本以外では赤や黄の矢印を点灯させるところもある。

### 大韓民国
韓国（右側通行）の場合、1982年6月21日施行により矢印は信号機と同じ列にある。矢印は緑色。制定時は右から左折・緑・黄・赤であったが、1986年5月1日の変更により右から緑・左折・黄・赤の順序になっている。緑では左折ができない交差点が多い。2011年4月20日から、ソウル特別市内の一部の交差点で、三色矢印式信号機（左折車線）+三色信号機が試験運用されている。

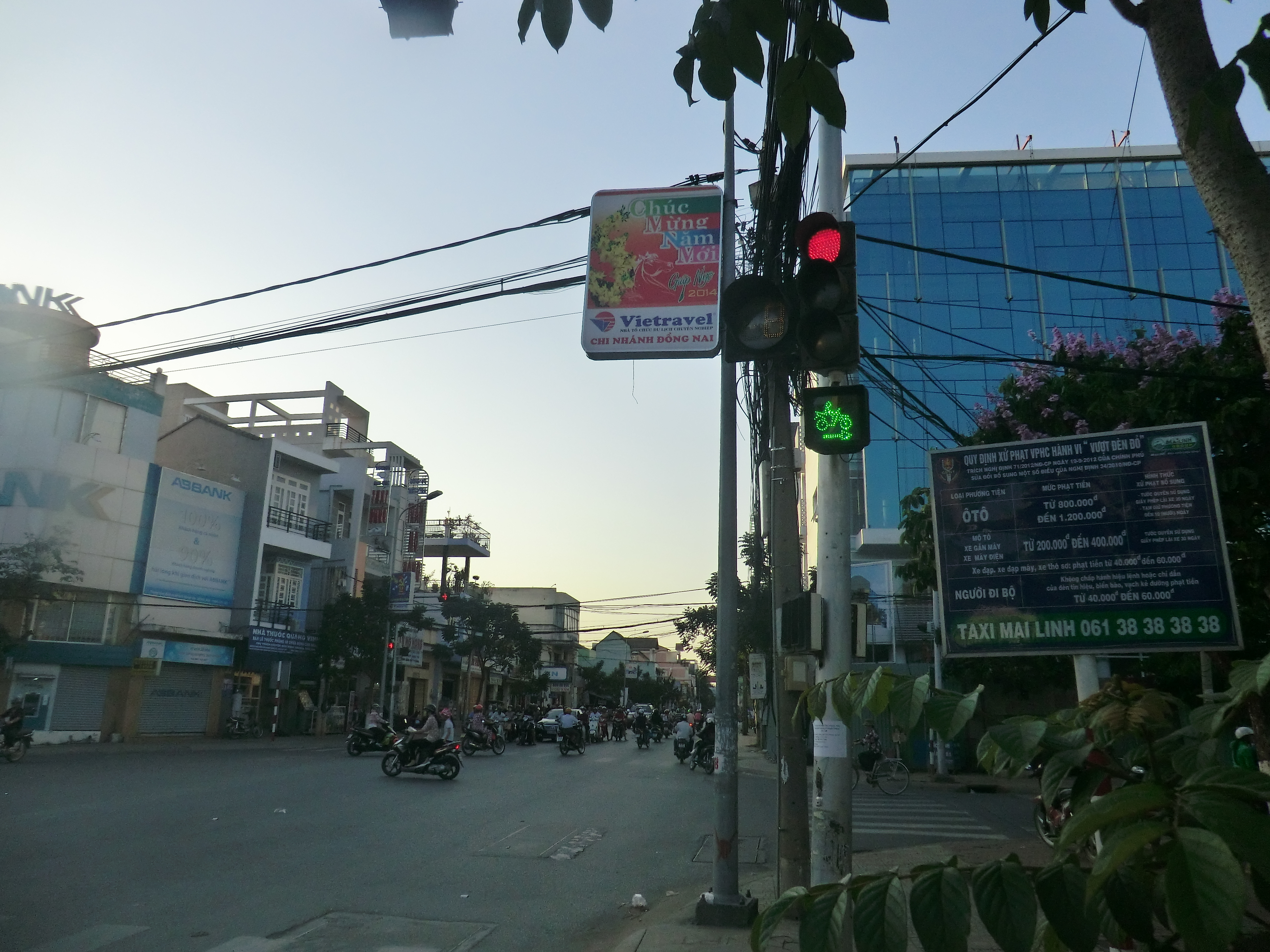
ベトナムドンナイ省にある、バイク右折可信号